# Пагегяй
Пагегя́й (лит. Pagėgiai, пол. Pojegi, рос. Погеги) — місто на заході Литви, адміністративний центр Пагегяйського самоврядування Тауразького повіту.

## Географія
Місто розташоване за 30 км від Таураге.

## Визначні пам'ятки
Міст королеви Луїзи з'єднує місто з російським містом Совєтськ, що в Калінінградській області.
| Литва | Це незавершена стаття з географії Литви. Ви можете допомогти проєкту, виправивши або дописавши її. |